# Spermogonium

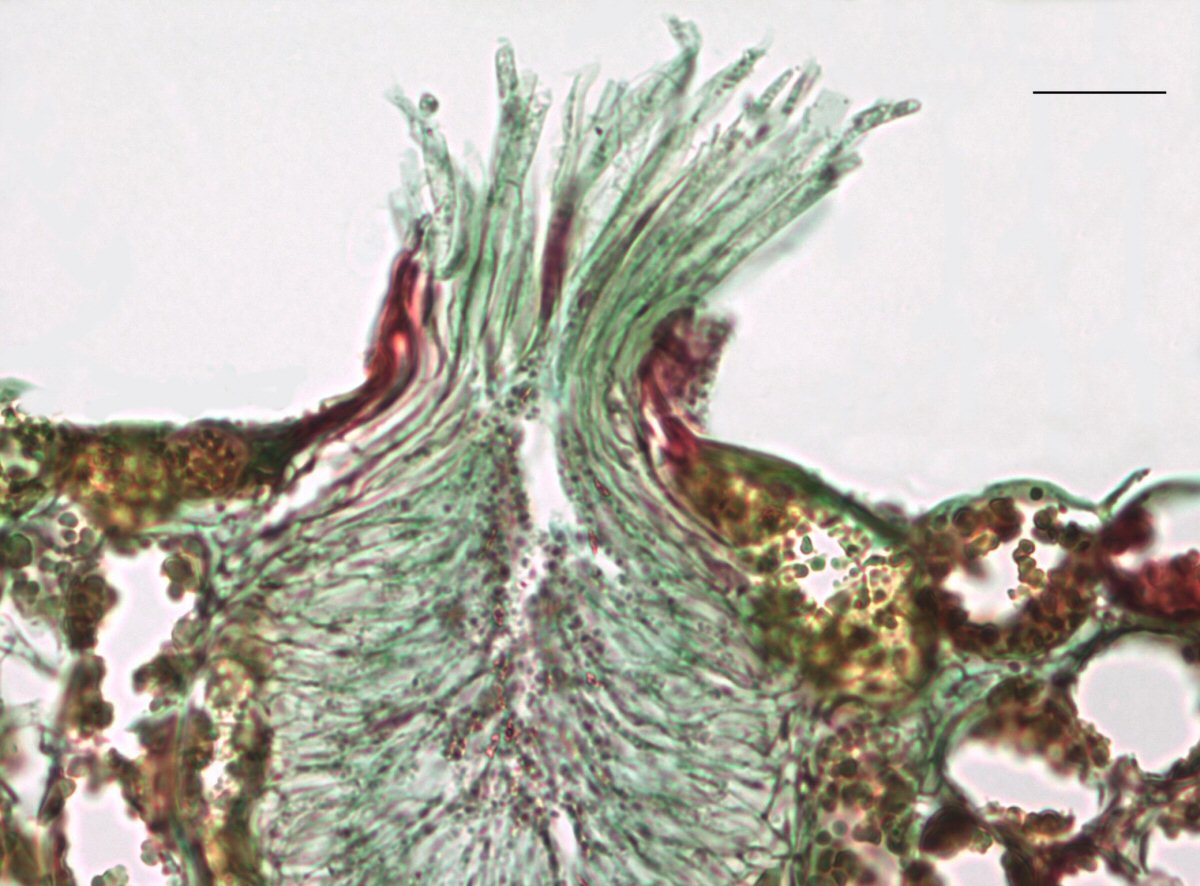
Spermogonium rdzy zbożowej, zdjęcie mikroskopowe

Spermogonium – występujące u niektórych podstawczaków struktury z otworkiem na szczycie, służące do wytwarzania zarodników. Są odmianą pyknidium i są do niego podobne. Występują np. u przedstawicieli rzędu rdzowców (Pucciniales). U rdzy zbożowej (Puccinia graminis) spermogonia występują na górnej powierzchni liści berberysu. Są bardzo drobne, żółtopomarańczowe, wytwarzają spermacja oraz wydzielają słodki płyn zwany nektarem. Zanurzone są w tkance liści berberysu, niewiele tylko wystając nad ich powierzchnię. Otoczone są płonnymi strzępkami, których końce wystające nad powierzchnią liścia tworzą receptory otaczające otwór spermogonium. Spermacja powstające wewnątrz spermogonium nie są zdolne do zakażania innych roślin. Ich zadanie jest inne. Są haploidalne i są dwóch rodzajów: (+) i (–). Roznoszone są przez owady zwabione nektarem wydzielanym przez spermogonia. Pomiędzy dwoma różnoimiennymi spermacjami może nastąpić kariogamia, częściej jednak zachodzi ich kontakt z receptorami spermogoniów o innym znaku, i wówczas dochodzi do kariogamii różnoimiennych jąder. Następuje spermatyzacja i powstaje grzybnia dwujądrowa, diploidalna, a z niej rozwijają się ecja, które wytwarzają ecjospory zdolne do zakażania zbóż. Ma to znaczenie dlatego, że czasami zdarza się, że na jednym liściu wykiełkowała tylko bazydiospora jednego znaku (+ lub –). Z grzybni wyrosłej z takiej bazydiospory nie może się rozwinąć ecjum, konieczna jest jej koniugacja z grzybnią przeciwnego znaku. Dzięki spermogonium staje się to możliwe – owady mogą bowiem przynieść spermacja o innym znaku z innych liści berberysu.

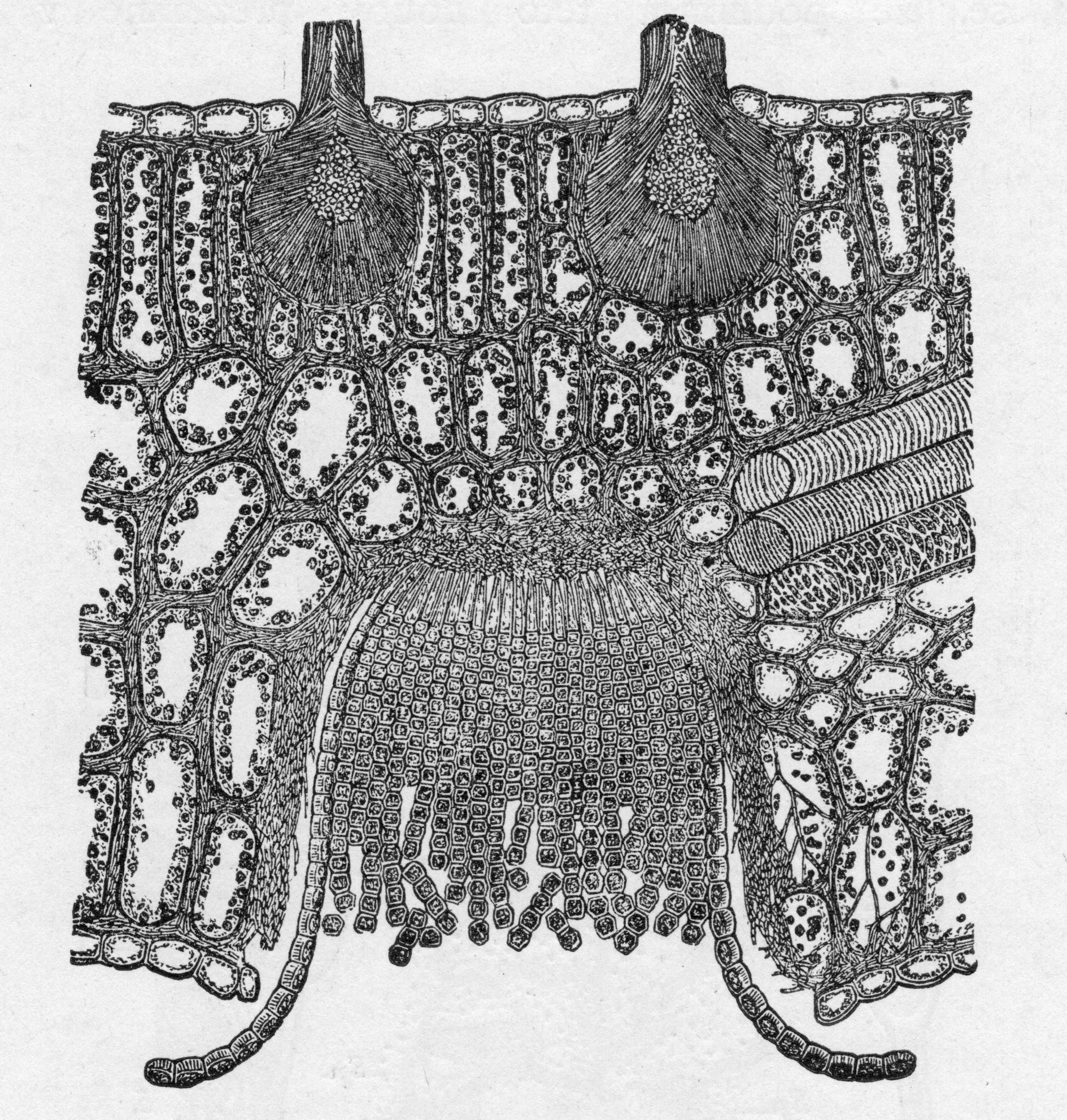
Dwa spermogonia rdzy zbożowej (u góry) i ecjum (na dole) na liściu berberysu

Pojęcie spermogonium i spermacjum używane jest w niektórych tylko opracowaniach. Edmund Malinowski w swoim opracowaniu „Anatomia roślin” nie używa ich. Uznaje je za błędne, pojęcie spermacjum odnosi się bowiem do gamety męskiej, podczas gdy pykniospory wytwarzane przez rdzę zbożową są dwóch rodzajów: (+) i (–). Kariogamia może zachodzić tylko między pykniosporami lub grzybniami o przeciwnych znakach.